# Elefant (panserjager)
 For alternative betydninger, se Elefant (flertydig). (Se også artikler, som begynder med Elefant)
Panserjageren Sd.Kfz. 184 Elefant ((tysk): Sonderkraftfahrzeug, 'specialmotorkøretøj') var en tysk Schwerer Panzerjäger (tung panserjager) fra 2. verdenskrig. Den blev oprindeligt kaldt for 'Ferdinand' efter dens designer Ferdinand Porsche.
Efter Tysklands angreb på Sovjetunionen i 1941 og mødet med de sovjetiske T-34- og KV-1-kampvogne fik den tyske hær brug for tunge kampvogne med 88 mm L/56-kanoner. En konkurrence, der resulterede i Panzer VI Tiger. Ferdinand Porsche var Hitlers yndlingskonstruktør, da han bl.a. stod for folkevognen, der var et nationalsocialistisk projekt. På Hitlers fødselsdag d. 20. april 1942 blev Porsche og konkurrenten Henschels prototyper præsenteret. Porches prototype Tiger (P) fik motorbrand, så Henschel vandt på trods af nazistyrets nepotisme Tiger-konkurrencen. Porsche var så overbevist om kontrakten, at Nibelungenwerke allerede havde påbegyndt fremstillingen af 91 chassiser (Krupp skulle producere tårnet). For ikke at spilde ressourcer, blev de anvendt til panserjagere med længere 88 mm L/71-kanoner. Panserjageren fik op til 100 mm panserplader boltet på og nåede op på 65 ton. Chassis-designet var kun beregnet til 45 ton, så den kunne kun køre 30 km/t på vejene og i gå-hastighed i terrænet. Hitler havde stor tiltro til Ferdinanden, så datoen for Operation Zitadelle blev udskudt, til der var produceret nok panserjagere. Af defensive våben havde Ferdinand kun et 7,62 mm-maskingevær til kommandøren i en luge øverst. De sovjetiske tropper var blevet kureret for deres 'panserfobi' ved at lade sovjetiske kampvogne køre henover deres skyttehuller under øvelser. Det betød, at mange Ferdinand-panserjagere gik tabt i nærkamp med sovjetisk infanteri.
Ferdinand havde et tykt panser, men selv om granaterne ikke trængte igennem panseret, fik slagene udstyr til at gå i stykker. 76 Ferdinand blev indsat med 14 i reserve. De nedkæmpede 502 sovjetiske kampvogne. 50 overlevende Ferdinand blev fragtet til Tyskland og ombygget. Radiooperatøren ved siden af køreren fik et bovmonteret maskingevær, kommandøren fik en kuppel med periskoper, og skroget blev dækket med Zimmerit mod magnetiske miner. Under navnet 'Elefant' blev de primært indsat i Italien.

## Opbygning
Normale kampvogne har en motor, der via transmission og gearkasse drejer drivhjulet. Porsches design mindede om ubåde og moderne dieselelektriske lokomotiver, hvor en stempelmotor driver en generator. Strømmen drev to Siemens-Schuckert-elektromotorer, der drejede drivhjulene. Elefanten/Ferdinanden har et stort rum bagerst til fire besætningsmedlemmer, 55 granater, kanon og 540 liter benzintank. I midten de to luftkølede Maybach V-12-motorer og generatorer, og forrest sidder køreren og radiooperatøren. Vejhjulene sidder to og to i tre boogier i hver side.